# ساموايز كامجي

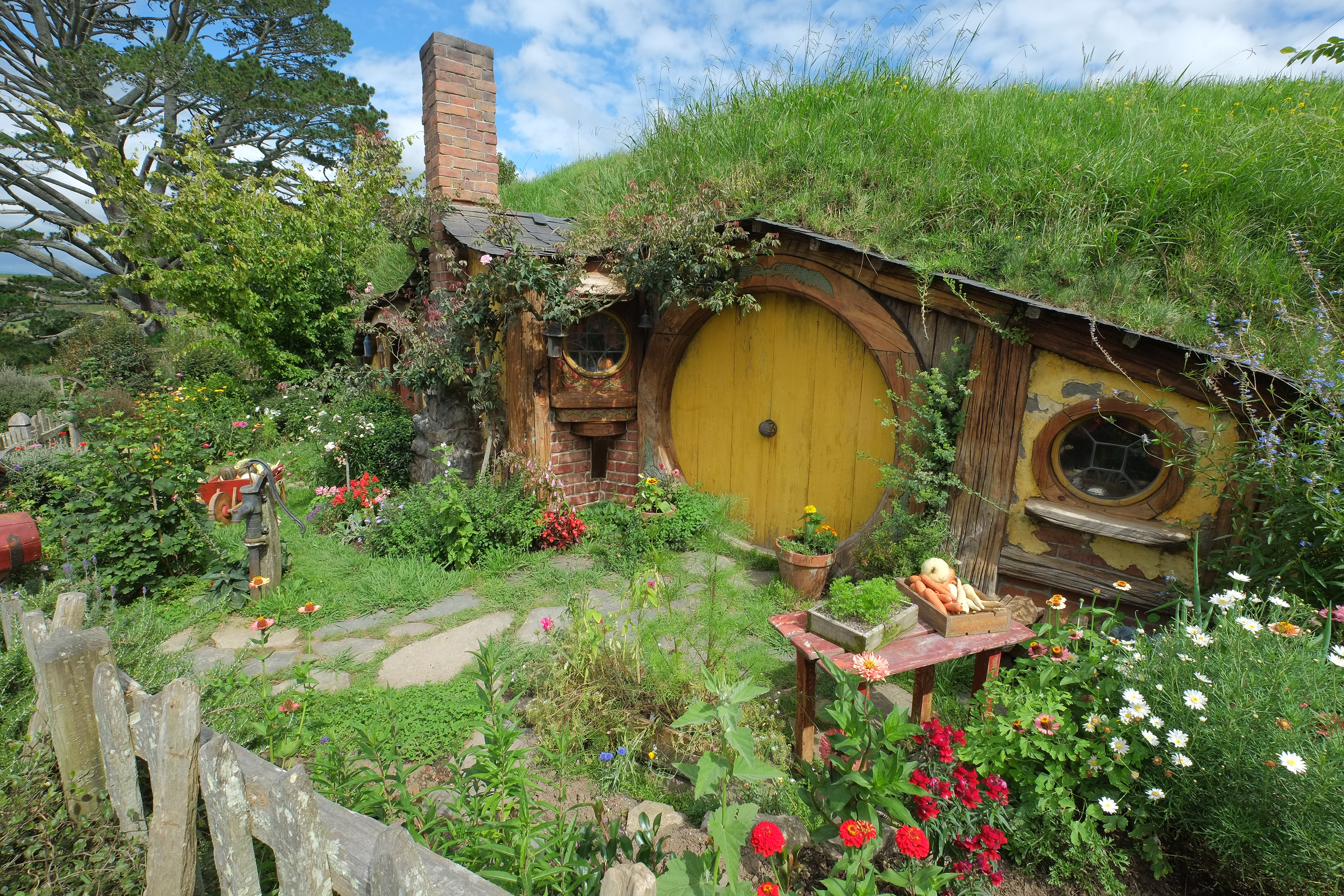

ساموايز (سام) كامجي (أو ساموايز كاردنر) هو شخصية خيالية في مجموعة مؤلفات جون رونالد تولكين الأسطورية. هو الشخصية الخيالية الداعمة لشخصية رواية سيد الخواتم، التي يشكل فيها دورًا نموذجيًا بوصفه صاحب البطل الأساسي، فرودو باجينز. سام هو عضو في زمالة الخاتم، التي تشمل أيضًا فرودو وميري وبيبين وليكولاس وجميلي وبورومير وأراكون وكاندالف.
في بداية القصة، سام هو بستاني فرودو، وينجذب إلى مغامرة فرودو بواسطة غاندالف عندما يتنصت على محادثة خاصة. طوال القصة، سام هو رفيق وخادم فرودو الثابت، ويُصور أنه قوي جسديًا بالنسبة إلى حجمه وقوي عاطفيًا، وغالبًا ما يحفز فرودو عبر مصاعب الرحلة، ويحمل فرودو عندما يكون ضعيفًا للغاية فلا يستطيع الاستمرار. يحمل سام الخاتم فترةً قصيرة عندما يُقبَض فرودو، وتظهر قوته العاطفية مرة أخرى إذ يتخلى عن الخاتم طوعًا عندما يستطيع فرودو حمله مرةً أخرى، ومن المعروف أنه الشخصية الوحيدة إلى جانب بيلبو باجينز وتوم بومباديل الذي قاوم إغراء الخاتم. بعد حرب الخاتم، عاد سام إلى المقاطعة وإلى دوره بوصفه بستانيًا، وأعاد زراعة الأشجار التي دُمرت في أثناء تنظيف المقاطعة. وانتُخب عمدةً للمقاطعة سبع فترات متتالية، وفي شيخوخته كان أحد آخر المقيمين في ميدل إيرث ما سمح له بدخول الأراضي الخالدة، وهو شرف مُنح إياه بوصفه أحد حاملي الخاتم.

## الخصائص
في بداية فيلم سيد الخواتم، كما هو معتاد لهوبيت، لم يسبق لسام أن غامر بعيدًا عن المنطقة التي عاش فيها. لكن سام على غير المعتاد كان مغرمًا بالأساطير والقصص الخيالية الأخرى منذ الطفولة. كان مهتمًا خصوصًا بالجان، وكان يأمل دائمًا أن يرى واحدًا يومًا ما. كان سام متعلمًا، بعد أن علمه بيلبو وفرودو، وهو أمر غير معتاد بالنسبة إلى معظم الهوبيت نظرًا إلى ثقافتهم الريفية. غالبًا ما أظهر سام موهبة الشعر، بعد وفاة غاندالف، أضاف سام إلى القصيدة التي كتبها فرودو عنه.
يصف تولكين سام ببطل قصته في إحدى رسائله، ويركز خصوصًا على حبه لروزي، وعمله لتأسيس عائلة تجسد إشارات إلفيش خصوصًا في ابنته إلينور، وتُدمَج مع أفضل صفات حياة المقاطعة التقليدية. أصبح سام وأحفاده أيضًا حفظة تاريخ حرب الخاتم (في شكل الكتاب الأحمر من ويستماج) وأيدوا ذكرى الأحداث التي لم يهتم بها معظم الهوبيت العاديين.

## المطبوعات

### السيرة خيالية
قُدم ساموايز كامجي لأول مرة في جماعة الخاتم. سام هو بستاني فرودو باجينز، بعد أن ورث منصب بستاني باجينز من والده كامي. عقابًا لتنصته على محادثة غاندالف مع فرودو بخصوص الخاتم، أصبح سام رفيق فرودو الأول في رحلته إلى ريفندل. انضم إليهما ميري برانديباك وبريجرين توك، ابنا عم فرودو، ورحلوا معًا إلى ريفندل، حيث يقام مجلس إلروند، وينضم سام إلى جماعة الخاتم.
عندما تنقسم الجماعة في شلالات راوروس، يصر سام على مرافقة فرودو. يحمي سام فرودو ويهتم به، إذ يصبح أضعف تحت تأثير الخاتم، في حين يتحركون عبر الأراضي الخطرة نحو موردور. لا يثق سام في غولوم، الذي يصبح مرشدهم في موردور. ثبتت شكوكه حقًا عندما خانهم كولوم بتسليمهم إلى العنكبوت العملاق شيلوب. يبدو أن شيلوب يقتل فرودو، ويطرده سام. عندما تقترب فرقة من العفاريت، يضطر سام إلى ترك فرودو الميت كما كان يظن وأخذ الخاتم بنفسه، ويصبح فترةً وجيزة حاملًا للخاتم. يكاد يستسلم لإغراء السطوة لكنه يقاوم. ثم ينقذ سام فرودو من العفاريت التي تحتجزه. يعيد سام الخاتم إلى فرودو. ثم يسافر الاثنان فقط عبر موردور إلى قلب مونت دوم، حيث يهاجم كولوم فرودو ويستعيد الخاتم، فقط ليسقط به في الحمم.
بعد عودة الهوبيت إلى ديارهم ومعركة بايواتر، يتنقل سام في المقاطعة لإعادة زراعة الأشجار المقطوعة خلال عهد سارومان. يستخدم هدية الأرض التي قدمتها له السيدة غالادريل، التي تسبب نمو الشتلات سريعًا.
يتزوج سام روز (روزي) كوتون وينتقل إلى باك إند مع فرودو. وينجبان 13 طفلًا. بعد ولادة طفل سام وروز الأول، يخبر فرودو سام أنه سيغادر ميدل إيرث، لينضم إلى بيلبو باجينز وغاندالف في أرض الخلود. قبل أن يغادر فرودو، يعطي سام عقار باك إند، إضافةً إلى كتاب ويستماج الأحمر، ملمحًا إلى أنه قد يُسمح لسام أيضًا بالسفر إلى الغرب في نهاية المطاف. وتنتهي الرواية بعودة ساموايز لمقابلة عائلته في باك إند.

### علاقته بفرودو
خلال رحلة تدمير الخاتم، تشبه علاقة سام بفرودو علاقة الجندي بضابطه في الجيش البريطاني، خاصةً في الحرب العالمية الأولى التي خاضها تولكين ضابطًا. كتب جون غارث: 
«تعكس العلاقة بين فرودو وسام ارتباطًا وثيقًا بالتسلسل الهرمي لضابط وتابعه في الحرب العالمية الأولى. حصل الضباط على تعليم جامعي وخلفية من الطبقة المتوسطة. وبقي رجال الطبقة العاملة في رتبة جندي أو في أحسن الأحوال برتبة رقيب. أصبح فرودو المتعلم والمرح والبستاني السابق المسؤول عن مكالمات الإيقاظ والطبخ والتعبئة في الوقت الحالي. يرسم تولكين الانهيار التدريجي لضبط النفس (من طريق خطر طويل الأمد) حتى يتمكن سام من أخذ فرودو بين ذراعيه ويدعوه: سيدي فرودو العزيز».
كتب تولكين في رسالته الخاصة: «إن سام كامجي هو بالفعل انعكاس للجندي الإنجليزي، من الجنود والضباط الذين عرفتهم في الحرب العالمية الأولى، وأعترف أنه أفضل مني شخصيًا. كان سام مهذبًا عميقًا مغرورًا بعض الشيء، لكن غروره تحول بسبب إخلاصه لفرودو. لم يعد نفسه بطلًا أو حتى شجاعًا، أو مثيرًا للإعجاب، رغم خدمته وولائه لسيده».

### الأسماء وألقابه
في ملحق سيد الخواتم، يقول تولكين إن الاسم الحقيقي لسام هو بانزير كالبشي. يعني اسم بانزير (نصف حكيم) أو (بسيط). أما كالبشي فمُشتق من قرية كالباس. ابتكر تولكين ترجمة إنجليزية صارمة، ساموايز كامويج، التي تطورت إلى ساموايز كاميدجي أو ساموايز كامجي باللغة الإنجليزية الحديثة. أطلق عليه فرودو بمودة (ساموايز المتعنت). ويقول في ملحق عودة الملك أن سام انتُخب عمدة لشاير سبع سنوات متتالية.

## المفهوم والإبداع
كان تولكين معجبًا بالبطولة والولاء والحب، واحتقر الغطرسة والفخر والعناد. الشجاعة التي أبداها ساموايز كامجي في رحلته مع فرودو ومواجهته للمخاطر والاستعداد للموت من أجل فرودو هو نوع من الروح المعنوية التي أشاد بها تولكين. وبالمثل، رفض سام للخاتم هو رفض للسلطة، لكنه أيضًا الرغبة في الشهرة التي سيجلبها النصر على سورون.
أخذ تولكين اسم (كامجي) من كلمة عامية في برمنغهام تشير إلى نسيج الصوف. وقد اشتق هذا بدوره من نسيج كامجي، وهو ضمادة جراحية اخترعها جراح من برمنغهام في القرن التاسع عشر اسمه سامسون كامجي. استخدم تولكين الاسم في الأصل كنية لرجل يعيش في قرية لامورنا كوف في إنجلترا قبل تكييفه مع قصته.

يزعم تولكين أنه فوجئ حقًا عندما تلقى في مارس 1956 خطابًا من سام كامجي الحقيقي الذي سمع أن اسمه ذُكر في ملك الخواتم مع أنه لم يقرأ الكتاب. رد تولكين: 
«عزيزي السيد كامجي، كان لطفًا كبيرًا منك أن تكتب لي. يمكنك أن تتخيل دهشتي عندما رأيت توقيعك! ولا يسعني إلا أن أقول إن شخصية سام كامجي في قصتي هي شخصية بطولية للغاية، ويحبها الكثير من القراء على نطاق واسع رغم أصوله الريفية. أرجو ألا تستاء من مصادفة أن اسم هذه الشخصية الخيالية التي يُفترض أنها عاشت قبل عدة قرون هو نفس اسمك». 
أرسل تولكين إلى كامجي نسخة موقعة من المجلدات الثلاثة. غير أن الحادث أثار قلقا مرعبًا في ذهن تولكين إذ قال: «عشت بعض الوقت في خوف من تلقي خطاب موقع عليه س. غولوم. كان من الصعب تخيل ذلك».

## تكيفات

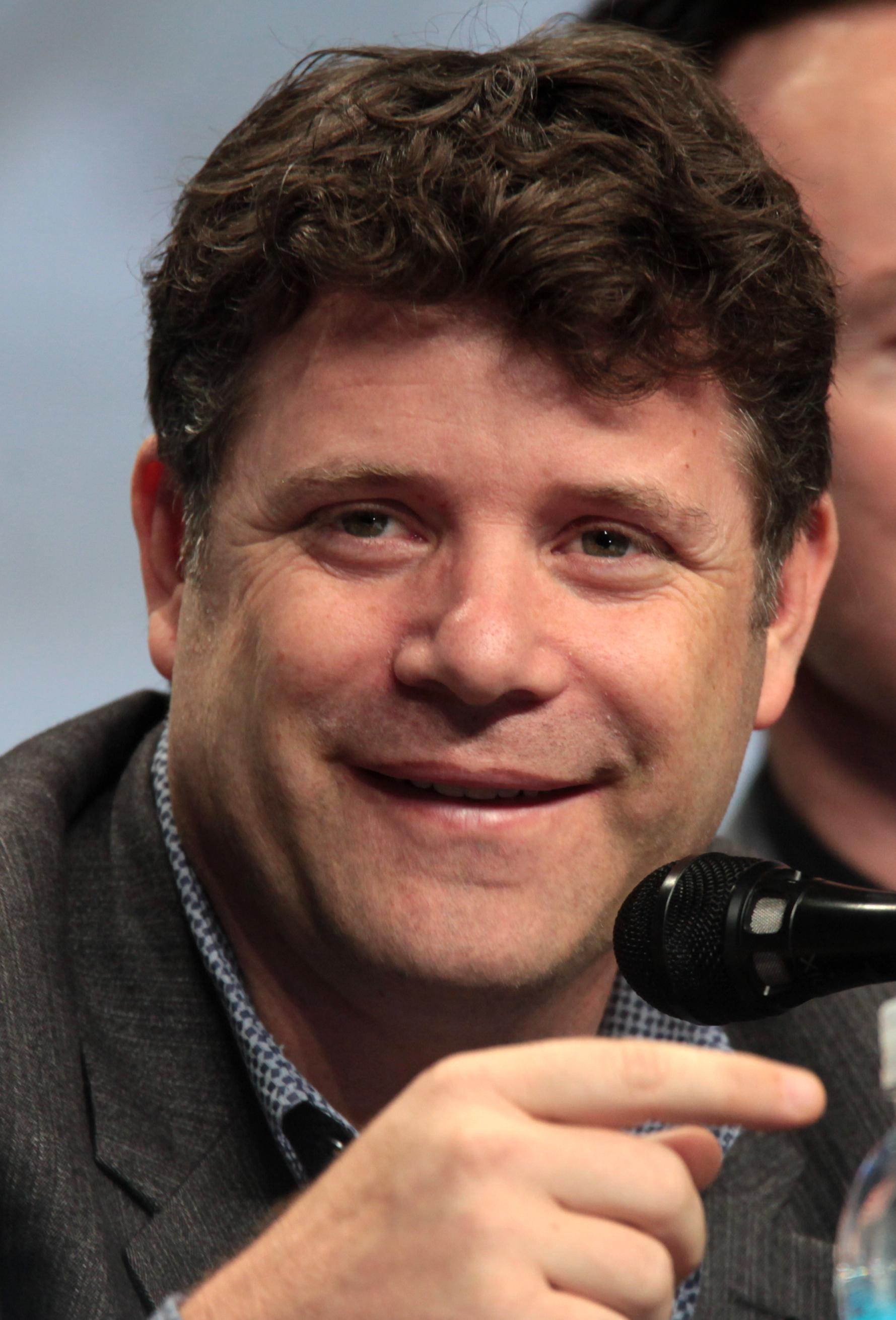
شون أستين مؤدي شخصية سام في أفلام سيد الخواتم - 2014 -Gage Skidmore

في عام 1971 في النسخة الإذاعية، قام الممثل (لو بليس) بالأداء الصوتي لشخصية سام. وفي نسخة الرسوم المتحركة عام 1978، أدى الدور مايكل سكولز. أما في نسخة عام 1980 المخصصة للتلفزيون فقد عبر عن الشخصية رودي ماكدويل. وفي عام 1981 أدى بيل نايفي شخصية سام في المسلسل الإذاعي لبي بي سي المقتبس عن سيد الخواتم. وفي عام 1993، أدى بيرتي سڤيهولم دور سام في المسلسل التلفزيوني الفنلندي الهوبيت.
في أفلام بيتر جاكسون سيد الخواتم: رفاق الخاتم 2001 وسيد الخواتم: البرجين 2002 وسيد الخواتم: عودة الملك 2003، أدى شون أستين دور سام. كانت الاختلافات الطبقية بين سام وفرودو قليلة نوعا مًا، رغم أن سام ينادي فرودو بلقب السيد.
على خشبة المسرح، جسّد بيتر هاو شخصية سام في العمل المسرحي (سيد الخواتم) الذي افتتح عام 2006 في كندا. أما في الولايات المتحدة فقد جسّد سام (بليك بودن) في الأعمال رفاق الخاتم 2001 والبرجين 2002 وعودة الملك 2003، التي أنتجت في سينسيناتي.